# Hiroki Tanaka
Hiroki Tanaka (japanisch 田中 寛己 Tanaka Hiroki; * 25. Mai 1991 in Yokosuka) ist ein japanischer Fußballspieler.

## Karriere
Tanaka erlernte das Fußballspielen in der Schulmannschaft der Miura Gakuen High School und der Universitätsmannschaft der Yamanashi-Gakuin-Universität. Seinen ersten Vertrag unterschrieb er 2014 bei Kataller Toyama. Der Verein spielte in der zweithöchsten Liga des Landes, der J2 League. Am Ende der Saison 2014 stieg der Verein in die J3 League ab. Für den Verein absolvierte er 26 Ligaspiele. 2016 wechselte er zu FC Maruyasu Okazaki. 2020 wechselte er zu Tochigi City FC.